# Sander Armée
Sander Armée (ur. 10 grudnia 1985 w Leuven) – belgijski kolarz szosowy.

## Osiągnięcia
Opracowano na podstawie:

2007
- 2. miejsce w Circuit de Wallonie

2009
- 1. miejsce w Gandawa-Wevelgem U23
- 1. miejsce na 4. i 7. etapie Tour de Bretagne
- 1. miejsce w Flèche Ardennaise

2013
- 3. miejsce w Omloop van het Waasland

2016
- 1. miejsce w klasyfikacji górskiej Tour de Romandie

2017
- 1. miejsce w klasyfikacji górskiej Tour de Romandie
- 2. miejsce w Quatre Jours de Dunkerque
- 1. miejsce na 18. etapie Vuelta a España

2020
- 1. miejsce na etapie 3a Tour Poitou-Charentes en Nouvelle-Aquitaine

## Rankingi
| Rok             | 2007 | 2008 | 2009 | 2010 | 2011  | 2012 | 2013 | 2014 | 2015 | 2016 | 2017 | 2018  | 2019  | 2020 | 2021  | 2022 |
| --------------- | ---- | ---- | ---- | ---- | ----- | ---- | ---- | ---- | ---- | ---- | ---- | ----- | ----- | ---- | ----- | ---- |
| UCI World Tour  |      |      |      |      |       |      |      | -    | -    | -    | 139. | 297.  |       |      |       |      |
| World Ranking   |      |      |      |      |       |      |      |      |      | 492. | 151. | 1612. | 1012. | 319. | 1545. | 675. |
| UCI Europe Tour | 967. | 812. | 541. | 762. | 1076. | 411. | 226. |      |      | 374. | 128. | -     | 728.  | 264. | 1088. | 521. |
|                 |      |      |      |      |       |      |      |      |      |      |      |       |       |      |       |      |
| Źródło: UCI     |      |      |      |      |       |      |      |      |      |      |      |       |       |      |       |      |